# Johannes Grillari
Johannes Grillari (* 9. Februar 1969 in Lienz) ist ein österreichischer Wissenschaftler und Leiter des Ludwig Boltzmann Instituts für klinische und experimentelle Traumatologie.

## Leben
Johannes Grillari wurde 1969 in Lienz geboren. Nach der Matura nahm er ein Studium an der Universität für Bodenkultur Wien auf, das er 1996 als Dipl.-Ing. der Lebensmittel- und Biotechnologie und 1999 mit der Promotion abschloss.
Im Jahr 2010 wurde Johannes Grillari zum außerordentlichen Professor an der Universität für Bodenkultur Wien ernannt. Dort gründete er drei Jahre darauf das Christian Doppler Laboratorium für Biotechnologie der Hautalterung. Er war für ein halbes Jahr als Gastwissenschaftler im Labor von Angus Lamond in Dundee (Schottland) tätig und arbeitete dort im Feld der RNA-Biologie. Er ist Mitgründer mehrerer Unternehmen, darunter Evercyte sowie TamiRNA. Seit 2019 leitet er das Ludwig Boltzmann Institut für klinische und experimentelle Traumatologie.
Johannes Grillari hat über 130 wissenschaftliche Artikel veröffentlicht. Er hält 14 Patente und hat mehrere Auszeichnungen inne, darunter den Walter Doberauer Preis für Alternsforschung.

## Forschungsthemen
Johannes Grillari befasst sich insbesondere mit regenerativer Medizin und Zellalterung auf molekularer und physiologischer Ebene und deren Auswirkungen mit Schwerpunkt auf Haut und Knochen. Ein weiterer Schwerpunkt liegt auf dem Engineering von Säugetierzellen, um relevante und standardisierte Zellmodellsysteme und Zellfabriken zu entwickeln.